# Енбек (Келесский район)
Енбек (каз. Еңбек) — село в Келесском районе Туркестанской области Казахстана. Входит в состав Ошактинского сельского округа. Код КАТО — 515477300.

## Население
В 1999 году население села составляло 214 человек (97 мужчин и 117 женщин). По данным переписи 2009 года, в селе проживало 360 человек (185 мужчин и 175 женщин).